# Pinkpop

Das PinkPop-Logo

Das Pinkpop Festival, kurz Pinkpop, ist ein jährlich, ursprünglich zu Pfingsten stattfindendes Open-Air-Musikfestival in den Niederlanden. Da das Festival seit 1970 jährlich ohne Unterbrechung stattgefunden hat, ist es das älteste kontinuierlich veranstaltete Musikfestival Europas.
Das Festivalgelände befindet sich auf einer ehemaligen Trabrennbahn in Landgraaf, einem an Kerkrade in der Provinz Limburg grenzenden Ort. Kerkrade selbst liegt nur wenige Kilometer nordwestlich von Aachen. Das Festival geht über drei Tage und bietet mittlerweile knapp 60.000 Besuchern Platz (Stand: 2008).
Der Name Pinkpop ist eine Zusammensetzung aus zwei Wörtern: Dem niederländischen Pinksteren (zu deutsch: Pfingsten) und dem international benutzten Musikgattungsbegriff Pop. Ein Teil der Einnahmen kommt der Hilfsorganisation Amnesty International zugute, welche direkt auf und neben den Bühnen auf ihr Wirken aufmerksam machen darf.

## Geschichte

### Pinkpop bis 2005

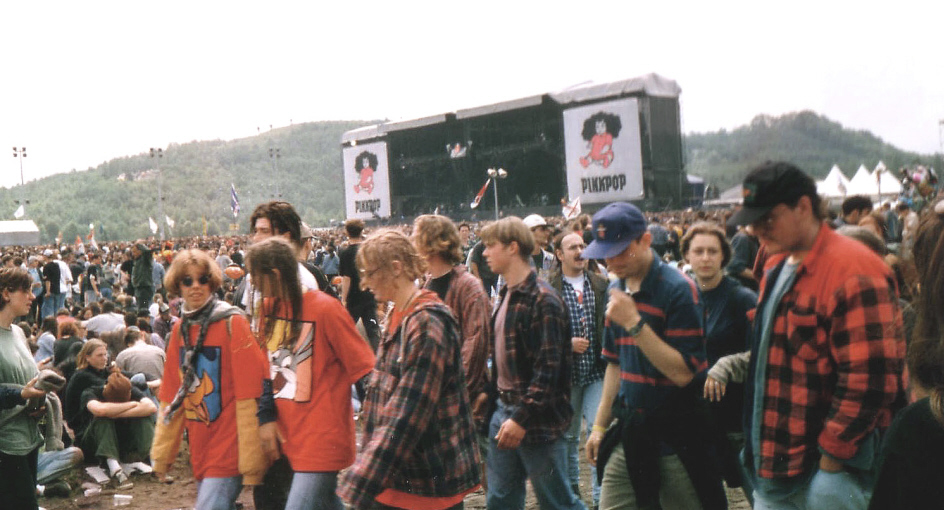
PinkPop-Festival Mitte der 90er Jahre

Nach dem 1969 in den USA veranstalteten Woodstock-Festival machte sich der Limburger Jan Smeets, der noch bis 2020 Chef der Organisation sein sollte, daran, ein Open-Air-Konzert in den Niederlanden zu organisieren. Am 18. Mai 1970, dem Pfingstmontag, war es dann soweit: Das erste Pinkpop Festival fand statt. Zu einem Eintrittspreis von 4,50 Gulden konnte man Bands wie Golden Earring oder George Baker Selection lauschen. Mit 10.000 Besuchern war das Festival gleich ein Erfolg und zum zweiten Pinkpop 1971 kamen schon 16.000 Zuschauer, die die Auftritte von Bands wie Fleetwood Mac oder Mungo Jerry sehen wollten. Die Konzerte fanden zunächst im Sportpark der niederländischen Stadt Geleen nahe Maastricht statt. Das Festival blieb terminlich auf dem Pfingstmontag eines jeden Jahres. Bis Anfang der 1980er Jahre wuchs das Festival auf bis zu 50.000 Besucher pro Veranstaltung, ehe es Mitte der 1980er eine Durststrecke durchmachen musste, da sich 1985 gerade 15.000 Besucher am Pfingstmontag einfanden. Danach ging es wieder steil bergauf und man erreichte 1993 mit über 60.000 Zuschauern einen Zuschauerrekord. Bis 1987 fand das Festival an wechselnden Orten statt, bis die Organisation in Landgraaf eine stillgelegte Rennbahn kaufte, die sie seitdem als „Megaland“ für Pinkpop und für andere Veranstaltungen vermarktet. 1995 fand das Festival erstmals auch am Pfingstsonntag statt und 1996 wurde es mit der Hinzunahme des Samstag ein Drei-Tage-Open-Air-Festival, wobei man für den besucherstärksten Tag, Montag, Einzeltickets erwerben kann. Das Wachstum ging weiter und in den Jahren 1999 bis 2002 war das Festival ganz oder nahezu ausverkauft. Dem ebenfalls gut besuchten Jahr 2003 mit ca. 50.000 Menschen folgte 2004 der erste massive Zuschauerrückgang auf ca. 35.000 Besucher.

### Pinkpop seit 2005
2005 standen den Elektro-Mainacts Chemical Brothers, The Prodigy und Faithless Newcomer wie Bloc Party, Kaiser Chiefs und „alte Hasen“ wie Sick of It All oder Cake gegenüber. Dieses spezielle Programm war aber nicht jedermanns Sache: Der Besucherrückgang ging weiter: Die Zahl der Festivalgäste ging auf rund 20.000 zurück. Der frühe Termin (14. bis 16. Mai) und das Fehlen anderer Pfingstfestivals (das Dynamo Open Air fand nicht statt, Rock am Ring wurde um mehrere Wochen in den Juni verlegt) wurden von der Organisation als Hauptgründe für das Fehlen „großer Namen“ genannt, die wahrscheinlich mehr Zuschauer angelockt hätten. Durch langfristige Verträge mit diversen Sponsoren war das Festival offensichtlich in der Lage, Durststrecken wie die der beiden vergangenen Jahre zu verkraften.

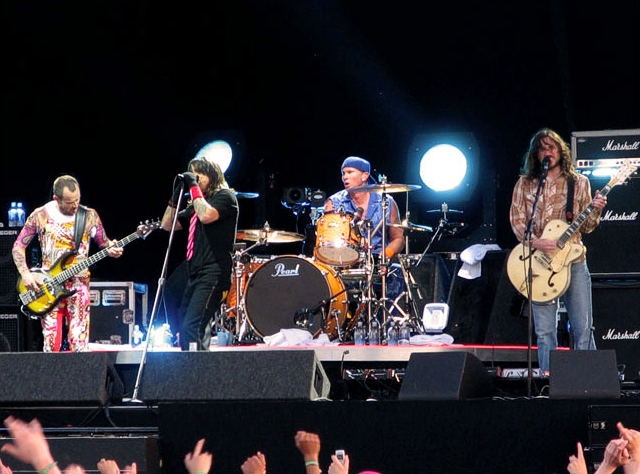
Die Red Hot Chili Peppers live

Wie angekündigt, fanden 2006 die beiden großen Festivals Rock am Ring und PinkPop wieder zeitgleich am Pfingstwochenende statt. Mit insgesamt 68.000 Zuschauern konnte der Veranstalter am Ende des letzten Tages auch ein ausverkauftes Festival vermelden.
Als bekannteste und damit publikumswirksamste Bands können The Dresden Dolls, Nelly Furtado, Kaiser Chiefs, Placebo, Dredg, Danko Jones, The Bloodhound Gang, dEUS, Tool, The Flaming Lips, Soulfly, Deftones, Nickelback, Morrissey, Keane, Franz Ferdinand und die Red Hot Chili Peppers genannt werden.
Die lange Historie des Festivals wurde im August 2007 mit dem erstmals veranstalteten Pinkpop Classic Konzert gefeiert. Mit Bands wie Status Quo oder Marillion traten hier Künstler auf, die in den 1970er oder 1980er Jahren bereits auf dem Pinkpop gespielt haben.
Erstmals fand das Festival 2008 nicht Pfingsten statt, sondern vom 30. Mai bis zum 1. Juni. Der eigentliche Pfingsttermin Mitte Mai 2008 erschien zu früh, da offensichtlich nur wenige amerikanische Bands bereit sind, nur für ein Festival nach Europa zu kommen. Am Pfingstmontag fand stattdessen das 2. Pinkpop Classic statt. Mit 180.000 Besuchern binnen drei Tagen erreichte das Pinkpop Festival 2008 eine neue Rekordbesucherzahl. Besonders die Headliner Metallica, Foo Fighters und die wiedervereinte Band Rage Against the Machine lockten viele Musik-Fans nach Landgraaf.
Das Pinkpop 2018 fand vom 15.–17. Juni statt (und damit zum sechsten Mal nicht zu Pfingsten). Ein tödlicher Verkehrsunfall mit Festivalbesuchern ereignete sich am frühen Morgen des 18. Juni. Nach dem Festival saß gegen 4 Uhr eine Gruppe von Personen auf der Straße in der Nähe von Campingplatz B, welche nicht für den Fahrzeugverkehr gesperrt war (dies war ihnen offenbar unbekannt). Die soweit bekannten Informationen deuten darauf hin, dass ein weißer Opel-Transporter, der auf dieser Straße unterwegs war, der Gruppe nicht ausweichen konnte. Eine Person aus der Gruppe wurde getötet und drei weitere schwer verletzt. Der Fahrer meldete sich mehrere Stunden später in Amsterdam bei der Polizei. Während des Auftritts der Foo Fighters am 16. Juni wurde am Himmel direkt hinter der Hauptbühne der Zerfall eines großen Meteors beobachtet und im Video festgehalten. Der Feuerball und sein Zerfall wurden auch an anderen Orten in den Benelux-Ländern, Deutschland und Frankreich beobachtet. Eine Analyse von über 200 Augenzeugenberichten ergab, dass der Zerfall um 23:11 Uhr Ortszeit in der Nähe der belgischen Stadt Lüttich erfolgte.
Das Pinkpop 2020 sollte vom 19.–21. Juni stattfinden. Aufgrund der Corona-Pandemie musste es allerdings abgesagt werden und auch im Folgejahr 2021 ausfallen.

## Veranstaltungen
| Jahr | Datum               | Headliner (absteigend nach Tag)                                              | Besucherzahl          |
| ---- | ------------------- | ---------------------------------------------------------------------------- | --------------------- |
| 1969 | 18. Mai             | Wurde unter dem Namen „Pinknick“ veranstaltet. Einen Headliner gab es nicht. | 10.000                |
| 1970 | 18. Mai             | Golden Earring                                                               | 10.000                |
| 1971 | 31. Mai             | Fleetwood Mac                                                                | 16.000                |
| 1972 | 22. Mai             | The Incredible String Band                                                   | 26.000                |
| 1973 | 11. Juni            | Wishbone Ash                                                                 | 26.000                |
| 1974 | 3. Juni             | Status Quo (Special Guest)                                                   | 30.000                |
| 1975 | 19. Mai             | Jack Bruce Band                                                              | 32.000                |
| 1976 | 7. Juni             | Uriah Heep                                                                   | 40.000 (ausverkauft)  |
| 1977 | 30. Mai             | The Kinks                                                                    | 45.000 (ausverkauft)  |
| 1978 | 15. Mai             | Thin Lizzy                                                                   | 42.000 (ausverkauft)  |
| 1979 | 4. Juni             | Peter Tosh                                                                   | 50.000 (ausverkauft)  |
| 1980 | 26. Mai             | The Jam                                                                      | 50.000 (ausverkauft)  |
| 1981 | 8. Juni             | Ian Dury & the Blockheads                                                    | 50.000 (ausverkauft)  |
| 1982 | 31. Mai             | ZZ Top                                                                       | 30.000                |
| 1983 | 23. Mai             | Doe Maar                                                                     | 40.000                |
| 1984 | 11. Juni            | Jimmy Cliff                                                                  | 20.000                |
| 1985 | 27. Mai             | Steel Pulse                                                                  | 15.000                |
| 1986 | 19. Mai             | The Cure                                                                     | 50.000 (ausverkauft)  |
| 1987 | 8. Juni             | Lou Reed                                                                     | 32.000                |
| 1988 | 23. Mai             | Joe Cocker                                                                   | 36.000                |
| 1989 | 15. Mai             | R.E.M.                                                                       | 40.000                |
| 1990 | 4. Juni             | The Mission                                                                  | 42.500                |
| 1991 | 20. Mai             | Happy Mondays                                                                | 53.500 (ausverkauft)  |
| 1992 | 8. Juni             | Lou Reed, Pearl Jam                                                          | 55.300 (ausverkauft)  |
| 1993 | 31. Mai             | The Black Crowes                                                             | 64.300 (ausverkauft)  |
| 1994 | 22. und 23. Mai     | The Orb                                                                      | 64.300 (ausverkauft)  |
| 1995 | 4. und 5. Juni      | Sinéad O’Connor, Type O Negative                                             | 49.000                |
| 1996 | 25. bis 27. Mai     | The Prodigy, Pennywise, Undeclinable Ambuscade                               | 59.000 (ausverkauft)  |
| 1997 | 17. bis 19. Mai     | Fountains of Wayne, Limp Bizkit, Republica                                   | 49.200                |
| 1998 | 30. Mai bis 1. Juni | The Verve, Van Dik Hout, Primus                                              | 51.500                |
| 1999 | 22. bis 24. Mai     | Faithless, Underworld, Afro Celt Sound System                                | 61.250 (ausverkauft)  |
| 2000 | 10. bis 12. Juni    | Moby, 16 Horsepower, Oasis                                                   | 66.300 (ausverkauft)  |
| 2001 | 2. bis 4. Juni      | Radiohead, K’s Choice, Krezip                                                | 64.200 (ausverkauft)  |
| 2002 | 18. bis 20. Mai     | Rammstein, Faithless, Live                                                   | 63.345 (ausverkauft)  |
| 2003 | 7. bis 9. Juni      | Manu Chao, Massive Attack, Moby                                              | 47.530                |
| 2004 | 29. bis 31. Mai     | Muse, Tiësto, HIM                                                            | 36.000                |
| 2005 | 14. bis 16. Mai     | Faithless, Within Temptation, The Chemical Brothers                          | 20.000                |
| 2006 | 3. bis 5. Juni      | Red Hot Chili Peppers, Tool, Placebo                                         | 68.000 (ausverkauft)  |
| 2007 | 26. bis 28. Mai     | The Smashing Pumpkins, Muse, Marilyn Manson                                  | 62.500 (ausverkauft)  |
| 2008 | 30. Mai bis 1. Juni | Rage Against the Machine, Foo Fighters, Metallica                            | 94.000 (ausverkauft)  |
| 2009 | 30. Mai bis 1. Juni | Snow Patrol, Placebo, Bruce Springsteen & The E-Street Band                  | 90.000 (ausverkauft)  |
| 2010 | 28. bis 30. Mai     | The Prodigy, Green Day, Rammstein                                            | 72.100 (ausverkauft)  |
| 2011 | 11. bis 13. Juni    | Foo Fighters, Kings of Leon, Coldplay                                        | 91.900 (ausverkauft)  |
| 2012 | 26. bis 28. Mai     | Bruce Springsteen & The E-Street Band, Linkin Park, The Cure                 | 79.000 (ausverkauft)  |
| 2013 | 14. bis 16. Juni    | Green Day, Kings of Leon, The Killers                                        | 60.000                |
| 2014 | 7. bis 9. Juni      | Metallica, Arctic Monkeys, The Rolling Stones                                | 134.000 (ausverkauft) |
| 2015 | 12. bis 15. Juni    | Pharrell Williams, Robbie Williams, Muse                                     | 112.500 (ausverkauft) |
| 2016 | 10. bis 12. Juni    | Paul McCartney, Rammstein, Red Hot Chili Peppers                             | 116.750 (ausverkauft) |
| 2017 | 2. bis 5. Juni      | Kings of Leon, Green Day, Justin Bieber                                      | 89.500 (ausverkauft)  |
| 2018 | 15. bis 17. Juni    | Bruno Mars, Foo Fighters, Pearl Jam                                          | 113.500 (ausverkauft) |
| 2019 | 8. bis 10. Juni     | Fleetwood Mac, Armin van Buuren, Mumford & Sons                              | 80.500                |
| 2020 |                     | Ausfall der Veranstaltung                                                    |                       |
| 2021 |                     | Ausfall der Veranstaltung                                                    |                       |
| 2022 | 17. bis 19. Juni    | Imagine Dragons, Pearl Jam, Metallica                                        | 108.250               |
| 2023 | 16. bis 18. Juni    | Red Hot Chili Peppers, Robbie Williams, Pink                                 |                       |
| 2024 | 21. bis 23. Juni    | Måneskin, Calvin Harris, Ed Sheeran                                          |                       |

## Trivia
- Der seit der ersten Ausgabe des Festivals verantwortliche Veranstalter, Jan Smeets, lässt es sich auf „seinem“ Festival nicht nehmen, gelegentlich einzelne Bands selber anzusagen. Grundsätzlich tritt er am Ende jedes Festivaltages noch einmal auf die Bühne, um den Besuchern für ihr Kommen zu danken. Nach 50 Jahren trat er zurück.[1]
- Da das Veranstaltungsgelände an ein Wohnviertel grenzt, muss sich die Organisation an verbindliche Zeiten am Abend halten, lediglich auf den Campingplätzen kann bis in die Nacht gefeiert werden. Nach Anwohnerbeschwerden durfte zeitweilig an den Veranstaltungstagen nur noch bis 22:30 Uhr auf den Bühnen gespielt werden. Auch das Abschlussfeuerwerk wurde deshalb gestrichen. Seit einiger Zeit gibt es jedoch wieder ein Feuerwerk am letzten Abend, und auch die Konzerte dauern wieder bis Mitternacht.